# Babylon (symbol)
Denna artikel rör den symboliska termen. För den historiska staden se Babylon
Babylon har betytt flera olika saker genom historien. 
Ordet har ofta använts som en symbol för det man ansett vara ett korrupt samhällssystem. Ordet har blivit synonymt med förtryck och är en kollektiv term för materialism, egoism, fördomsfullhet och allt som undertrycker personlig frihet och sann andlighet.

## Varför Babylon?
Det historiska Babylonien var en storslagen civilisation med vackra tempel, hängande trädgårdar samt med rik kultur och vetenskap, varför används det som en symbol för förtryck? 
- Den negativa användningen av ordet har sitt ursprung i Bibeln. Första gången Babylon omtalas är i 1 Mos 10:8 där det står om Nimrod som ”blev den förste som fick stor makt på jorden” och var den som grundade staden Babylon (och därmed det Babyloniska riket). Man har menat att Nimrod var den som grundlade privategendomen, staten och imperialismen. 
Enligt Första Moseboken var det också i Babylon som folket försökte bygga ett torn upp till himlen. Gud förstörde tornet och straffade folket med språkförbistring, dvs gjorde så att människorna i världen började tala olika språk och inte längre kunde förstå varandra.
Detta arv av strävan efter världsherravälde fördes vidare genom Nebukadnessar, en berömd Babylonisk härskare som har en huvudroll i profeten Daniels bok och som till Babylons redan dåliga rykte förde ’’avgudadyrkan’’ och påtvingad världsreligion. Babylon erövrade Juda år 605 f.Kr, rev templet i Jerusalem och deporterade det ledande skiktet av befolkningen till Babylon, där de levde i 70-årig exil tills Babylon besegrades av Persien.
Slutligen har den sista av Bibelns böcker – Uppenbarelseboken – inget gott att säga om "den stora skökan" Babylon. Även om författaren kan syfta på Rom och Romarriket, menar vissa idag att profetian handlar om den västerländska, kapitalistiska världens undergång.

## Kristendomen
I 1 Pet 5:13 skriver författaren att han befinner sig i ”Babylon” med vilket han uppfattas mena staden Rom. I urkyrkan tycks det varit ett allmänt bruk att kalla romarriket för Babylon. Man drog en symbolisk parallell mellan romarrikets förföljelse av den egna rörelsen och det historiska Babylons förtryck av judarna.
I Uppenbarelseboken förutsägs ’’Babylons fall’’, förstörelsen av ett imperium med mäktiga och rika köpmän. Babylon benämns också ”Den stora skökan” som, regerar över jordens kungar, rider ett sjuhövdat odjur (se 666) och slaktar heliga och profeter. Uppenbarelseboken återknyter i mycket till Daniels profetior.
Tolkningarna av detta har varit många.
- I urkyrkan, där boken skrevs, tolkades Babylon som romarriket (se ovan).
- Under medeltiden uppstod tanken att Babylon, Den stora skökan, De heligas avrättare symboliserade den Romersk-katolska kyrkan. Denna tolkning spreds bland kristna kättargrupper som förföljdes av kyrkan (se bl.a. Apostlabröderna). Därmed återknöt man till det historiska Babylons religionsförtryck (se ovan). Delar av dessa tankar görs också idag gällande bland protestantiska eskatologer (se bl.a. Tidskriften Flammor)
- Sjundedagsadventisterna, Jehovas vittnen och Jesu Kristi Kyrka av Sista Dagars Heliga gör tolkningen att Babylon är den falska religionen.
- Rastafarianerna hämtar sitt symbolspråk från Bibeln när de ser sig själva som den moderna tidens israeliter, i fångenskap i Babylon, på väg till Sion. Här är Babylon främst ett uttryck för den förtryckande staten och västerlandet.
- En modern tolkning är att se den babyloniska skökan som en symbol för de multinationella företagen. Detta grundas på att texten talar om jordens mäktiga köpmän och kungar som bedrivit otukt med henne och sörjer när riket faller.